# Milionia megadema
Milionia megadema är en fjärilsart som beskrevs av Rothschild och Jordan 1907. Milionia megadema ingår i släktet Milionia och familjen mätare. Inga underarter finns listade i Catalogue of Life.